# Сухоречье (Нижегородская область)
Сухоречье — деревня в составе Воздвиженского сельсовета в Воскресенском районе Нижегородской области.

## География
Находится на расстоянии примерно 21 километр по прямой на северо-восток от районного центра поселка  Воскресенское.

## История
Деревня основана предположительно в середине XVIII века. Входила в Макарьевский уезд Нижегородской губернии, в 1859 году отмечено 9 дворов и 63 жителя. В 1911 году учтено 16 дворов.

## Население
Постоянное население составляло 45 человек (русские 100%) в 2002 году, 27 в 2010 году .